# St. Pankratius (Gelliehausen)

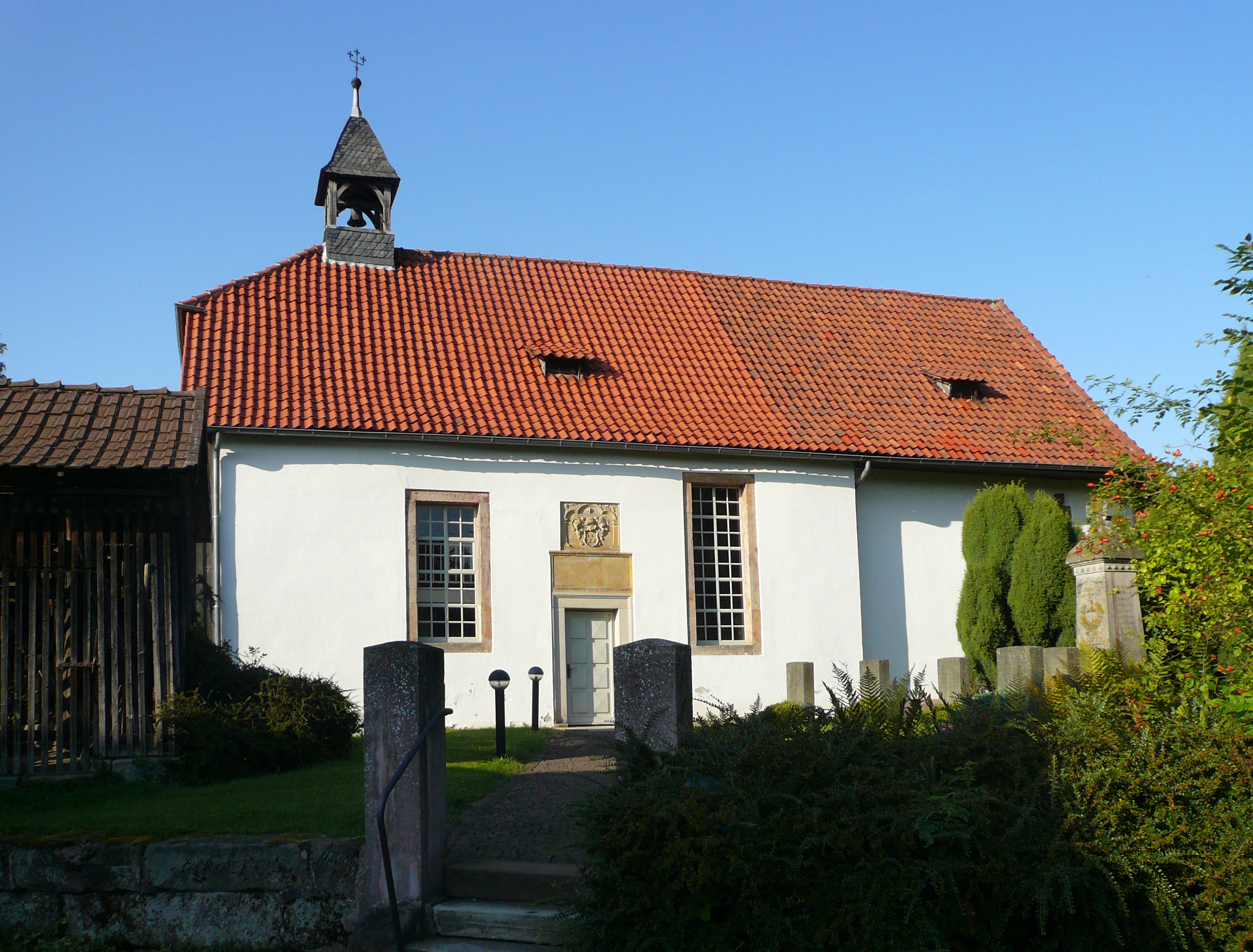
St. Pankratius

Die evangelisch-lutherische denkmalgeschützte Kirche St. Pankratius steht in Gelliehausen, einem Ortsteil der Gemeinde Gleichen im Landkreis Göttingen von Niedersachsen. Die Kirchengemeinde hat sich mit weiteren Kirchengemeinden zur Apostel-Kirchengemeinde in Gleichen zusammengeschlossen. Sie gehört zum Kirchenkreis Göttingen im Sprengel Hildesheim-Göttingen der Evangelisch-lutherischen Landeskirche Hannovers.

## Beschreibung
Der Vorgängerbau der wurde 1472 erbaut. Das Langhaus der einfachen Saalkirche wurde 1815 erneuert. Der leicht eingezogene Chor im Osten mit seinem dreiseitigen Abschluss wurde beibehalten. Die spitzbogigen Fenster wurden jedoch vermauert. Der ursprüngliche Kirchturm aus Fachwerk wurde 1847 abgebrochen. Die Kirchenglocken, die große wurde 1875, die kleine wurde 1961 gegossen, hängen in einem Glockenstuhl in einem ebenerdigen Holzverschlag. Das Langhaus und der Chor sind gemeinsam mit einem Krüppelwalmdach bedeckt, aus dem sich im Westen ein schiefergedeckter Dachreiter erhebt. Das dreiteilige Altarretabel hat 2002 Johannes Heisig geschaffen. Die Orgel mit 7 Registern, verteilt auf ein Manual und ein Pedal, wurde 1889 durch Carl Heyder gebaut, 1965 durch Albrecht Frerichs umgebaut und 2014 durch den Orgelbau Elmar Krawinkel & Sohn ergänzt.